# Loopense
De loopense, ook wel gespeld als lopense, is een oude Zuid-Nederlandse oppervlaktemaat. De klemtoon ligt op de eerste lettergreep. Het woord loopense is een verbastering van loopensaet, de oppervlakte die ingezaaid kon worden met één loopen, een houten zaaikorf. De precieze grootte van een loopense verschilde per regio. Een Bredase loopense is 1615 m². In Oost-Brabant is een loopense gelijk aan 1655 m².
Hoewel in 1816 in Nederland het metrieke stelsel werd ingevoerd, gaven veel oudere boeren in de 20e eeuw de grootte van hun akkers nog steeds aan in loopensen. Dat was bijvoorbeeld het geval in Laarbeek, waar in het lokale dialect gesproken wordt van luipese. Als gevolg van de ruilverkaveling zijn de akkers veel groter dan voorheen en wordt hun grootte uitgedrukt in bunders. Daarmee verdwijnt het woord loopense gaandeweg uit het taalgebruik en blijft het alleen nog bewaard in toponiemen zoals de Zeuven Luipese voor het kerkhof in Lieshout.